# 特雷萨纳
特雷萨纳（義大利語：Tresana），是意大利托斯卡纳大区马萨-卡拉拉省的一个市镇。总面积44平方公里，人口2097人，人口密度47.7人/平方公里（2009年）。ISTAT代码为045015。